# Urząd Inspektora Instytucji Oficerskich
Urząd Inspektora Instytucji Oficerskich - instytucja centralna Wojska Polskiego II RP.

20 września 1920 gen. por. Karol Durski-Trzaska zwolniony został ze stanowiska dowódcy Okręgu Generalnego Warszawskiego. 27 września 1920 Minister Spraw Wojskowych ustanowił Urząd Inspektora Instytucji Oficerskich i z dniem 1 października powierzył mu tę synekurę.
Urząd powołany został w celu "stworzenia jednolitych zasad i ułożenia ogólnych przepisów dla zrzeszeń (instytucji) oficerskich o charakterze ekonomicznym, towarzyskim, sportowym lub oświatowym".
Inspektor Instytucji Oficerskich podlegał bezpośrednio Ministrowi Spraw Wojskowych, a do jego głównych zadań należało:
- przeprowadzanie inspekcji wszystkich instytucji oficerskich na obszarze całego Państwa,
- składanie raportów z inspekcji, przedkładanie wniosków w celu usunięcia istniejących braków,
- redagowanie ogólnie obowiązujących przepisów dla zrzeszeń i stowarzyszeń oficerskich.

Wszyscy dowódcy, szefowie, komendanci zobowiązani zostali do udzielania pomocy i niezbędnych informacji inspektorowi.

Urząd ustanowiony został jako organ o charakterze przejściowym. Po zrealizowaniu nałożonych nań zadań, ulec miał likwidacji.